# رویال کلیپر
رویال کلیپر (به انگلیسی: Royal Clipper) یک کشتی است که طول آن 439 ft (134.8 m) می‌باشد.